# Giraffen
Giraffen (Camelopardus) er et stjernebillede på den nordlige himmelkugle mellem Store Bjørn og Cassiopeia.

## Særlige objekter
- Caldwell 5
- Caldwell 7
- NGC 1502
- NGC 2403